# S/S Malmö (1914)
S/S Malmø även känd som Malmö var en dansk och senare svensk passagerarfärja som körde rutten mellan Köpenhamn och Malmö från 1914 fram tills 1959.

## Historik
Fartyget sjösattes 8 januari 1914, levererades 14 april samma år och sattes i trafik på Öresund för Dampskibsselskabet Øresund som mestadels bestod i trafik från den danska huvudstaden till Malmö. Året 1946 så överfördes fartyget till Svenska Rederi AB Öresund då namnet ändrades till Malmö och fartyget var i tjänst tills 1959 då hon lades upp. Därefter såldes hon tillbaka till DSØ och året därpå till Persöner AB och bogserades till Ystad och skrotades där 1961.